# Emsbach (Lahn, Bad Ems)
Der Emsbach ist ein rechter Zufluss der Lahn in Bad Ems, Rhein-Lahn-Kreis, Rheinland-Pfalz. Er hat eine Länge von 11,5 km und ein Einzugsgebiet von 29,4 km².
Die Fließgewässerkennziffer ist 25898.
Im Oberlauf wird er Kennelbach genannt.
Die Quelle
liegt auf 396 m ü. NHN und
die Mündung
auf 73 m ü. NHN.

## Zuflüsse
Von der Quelle zur Mündung:
- Hollerer-Wald Bach, rechts
- Welschneudorfer Bach, rechts
- Waldbach, links
- Masserother Graben, links
- Langscheidsbach, rechts
- Oberdorfer Bach, links
- Kadenbach, rechts
- Bach vom Eitelborner Sporn, rechts
- Kunzbach, links
- Teilenbach, rechts
- Bernsbach, rechts
- Kohlschiedbach, rechts
- Steiniger Bach, links

## Gemeinden
- Arzbach, Niederelbert, Eitelborn, Bad Ems